# Tillandsia mauryana
Tillandsia mauryana là một loài thuộc chi Tillandsia. Đây là loài bản địa của México.